# Sergio Volpi
Sergio Volpi (ur. 31 sierpnia 1974 w Orzinuovi) – włoski piłkarz występujący na pozycji środkowego pomocnika.

## Kariera klubowa
Sergio Volpi zawodową karierę rozpoczynał w 1994 roku w Carrarese Calcio, do którego został wypożyczony z Brescii Calcio. Po jednym sezonie spędzonym w tym klubie powrócił do drużyny Brescii, gdzie w 22 spotkaniach strzelił dwa gole. Kolejne dwa sezony Volpi spędził w zespole AS Bari. W jego barwach wystąpił w 61 ligowych meczach i osiem razy wpisał się na listę strzelców. W 1998 roku podpisał kontrakt z klubem SSC Venezia, dla którego zaliczył ponad 50 występów.
W 2000 roku Volpi trafił do drużyny Piacenza Calcio, a w późniejszym czasie jego pozyskaniem zainteresowała się UC Sampdoria. Ostatecznie kontrakt z ekipą „Blucerchiatich” Włoch podpisał latem 2002 roku. Od początku swojej przygody z byłym triumfatorem Pucharu Zdobywców Pucharów Volpi miał zapewnione miejsce w podstawowej jedenastce. Ligowy debiut w barwach Sampdorii zanotował 14 września 2002 roku w wygranym 4:2 meczu z Lecce. Włoski piłkarz pełnił w swoim zespole rolę rozgrywającego, a w kraju był wówczas porównywany do takich zawodników jak Andrea Pirlo z Milanu czy Eugenio Corini z Torino FC. Volpi w sezonie 2005/2006 po raz pierwszy wystąpił w rozgrywkach Pucharze UEFA.
Włoch pełnił w Sampdorii rolę kapitana, jednak latem 2008 roku odszedł do beniaminka Serie A – Bologny. W nowym klubie ligowy debiut zanotował 31 sierpnia w wygranym 2:1 wyjazdowym meczu z Milanem. 8 lipca 2009 roku Volpi przeszedł do Regginy Calcio. Kwota transferu nie została ujawniona. 29 stycznia 2010 roku został wypożyczony do Atalanty BC.

## Kariera reprezentacyjna
Volpi w reprezentacji Włoch zadebiutował 18 lutego 2004 w zremisowanym 2:2 meczu przeciwko Czechom. Trenerem drużyny Italii był wówczas Giovanni Trapattoni. Drugi występ w kadrze zaliczył 1 marca 2006 roku w wygranym 4:1 pojedynku z Niemcami.